# Peter Steele
Peter Steele, pseudonimo di Peter Thomas Ratajczyk (New York, 4 gennaio 1962 – Scranton, 14 aprile 2010), è stato un cantante e bassista statunitense, cofondatore del gruppo doom metal Type O Negative.
Era conosciuto per l'attitudine vampiresca, accentuata dalla statura imponente (201 cm) e dalla voce bassa e profonda, nonché per la sua cupa autoironia.
I suoi testi erano spesso intensamente personali e trattavano di temi come amore, morte e dipendenza. Steele annoverava come principali ispirazioni i Beatles e i Black Sabbath.

## Biografia

### Le origini
Steele è nato a Red Hook, sobborgo di Brooklyn, in una famiglia cattolica di origini polacche, russe, islandesi e scozzesi, ed è cresciuto a Bensonhurst e Brighton Beach, sempre nei pressi di Brooklyn. Era il più giovane di sei figli, con cinque sorelle più grandi; suo padre combatté nella Seconda guerra mondiale e più tardi lavorò in un cantiere navale. Iniziò a prendere lezioni di chitarra a dodici anni, passando dopo sei mesi al basso.
Continuò a lavorare per il New York City Department of Parks and Recreation fino a quando non iniziò il tour con i Type O Negative nell'estate del 1994; risiedeva a Brooklyn Heights Promenade dove, con il suo lavoro, si occupava della manutenzione del parco, guidando veicoli come camion della nettezza urbana e rulli compressori, per essere alla fine promosso al ruolo di supervisore del parco. Steele considerava i giorni passati a lavorare per il Dipartimento dei Parchi come alcuni dei più felici della sua vita.

### La carriera musicale

#### Aggression
L'esordio di Peter nel mondo della musica avviene tra il 1976 e il 1978 quando, poco più che adolescente, entra nella band dell'amico Josh Silver, un gruppo rock chiamato Aggression, nel ruolo di chitarrista. Peter e Josh iniziano a comporre musica assieme e a suonare per lo più davanti ad amici ma senza mai registrare nulla per motivi prettamente economici (le origini erano modeste per entrambi e non potevano permettersi né gli strumenti necessari per registrare né affittare uno studio). Gli Aggression però non riuscivano a trovare un bassista e allora imposero a Peter, come condizione per rimanere nel gruppo, di lasciare la chitarra per il basso; Peter voleva suonare e allora diede in pegno la sua chitarra per mancini per prendere un basso (anch'esso per mancini), ma il ricavato che ne ottenne non era sufficiente e fu così che il iniziò a suonare un basso per destri, che mantenne per tutta la sua carriera.

#### Fallout
Un notevole passo avanti venne fatto nel 1979 quando, finita l'avventura con gli Aggression, Peter e Josh crearono i Fallout chiamando il chitarrista John Campos e il batterista Louie Beateaux. Quattro furono i brani composti (Rock Hard, Batteries Not Included, Fallout e Under The Weels), ma solo i primi due finirono nella registrazione che portò al singolo omonimo del gruppo prodotto in sole cinquecento copie dallo stesso Silver con la sua etichetta, la "Silver Records", con il supporto tecnico di William Wittman e Richard Termini; gli altri due brani, benché suonati dal vivo, non vennero mai prodotti né registrati.
I Fallout raggiunsero comunque un discreto successo nella scena newyorkese di quel periodo, tanto da arrivare ad aprire per un concerto per i Twisted Sister a New York.

#### Carnivore
Nel 1982, dopo tre anni passati a suonare in diversi locali di New York, i Fallout si sciolgono: Peter e Beateaux continueranno a suonare insieme formando i Carnivore, Silver formò gli Original Sin e Campos fondò la sua etichetta discografica, la Powerhouse Entertainment Group, Inc, con la quale negli anni successivi ha prodotto artisti come Bret Reilly, Surfing Moses, Jennifer Marks, Alex Skolnick, the Tito Puente band, Jimmy Delgado, Fat Joe e Mink.
Con i Carnivore i testi di Steele erano spesso aspri e politicamente scorretti trattando di religione, guerra, razze e misoginia. I Carnivore pubblicarono l'omonimo album di debutto nel 1985 e successivamente, nel 1987, pubblicarono Retaliation, prima di dividersi più tardi nello stesso anno.

#### Type O Negative
Steele formò i Type O Negative nel 1987 insieme ai suoi compagni di infanzia Silver, Kenny Hickey e Sal Abruscato (in seguito rimpiazzato da Johnny Kelly). In precedenza il gruppo aveva avuto il nome di Subzero, tanto che Steele si fece tatuare un segno meno contenuto nel numero zero che inizialmente stava a rappresentare il loro logo. Dopo aver scoperto che il nome era già usato da un altro gruppo, Steele inventò il nome Type O Negative, dopo aver ascoltato una pubblicità alla radio nella quale si richiedevano donazioni di sangue del gruppo zero negativo (type O negative blood; come in questo caso, in inglese lo zero viene spesso pronunciato come la lettera O). Quando i Type O Negative firmarono per la Roadrunner Records, Steele firmò il contratto discografico con una miscela del suo sangue e sperma.
Slow, Deep and Hard e The Origin of the Feces (1991 - 1992)
L'album di debutto, Slow, Deep and Hard, fu commercializzato nel 1991 e contiene elementi thrash dei Carnivore miscelati sapientemente con il doom metal. Steele scrisse la musica in una sola notte dopo la rottura di una relazione e questo evento incise sugli argomenti trattati nei testi, incentrati su cuori infranti, fantasie di vendetta e persino la contemplazione del suicidio, qualcosa che Steele ha provato su sé stesso: «Il 15 ottobre 1989» rivelerà il cantante "mi sono tagliato le vene dei polsi. «Ciò che posso dire è che mi sono innamorato della persona sbagliata.»
Steele causò qualche controversia quando, durante il tour europeo per la promozione di Slow, Deep and Hard, a causa di alcune incomprensioni per quanto riguarda i suoi orizzonti politici e sociali, alcuni critici lo etichettarono come un simpatizzante nazista, nonostante Silver fosse di religione ebraica. Steele disse che la stampa europea aveva frainteso il suo senso dell'umorismo e che il suo sarcasmo perdeva di significato quando veniva riportato per iscritto.
Nel 1992 i Type O Negative pubblicarono l'album The Origin of the Feces, un finto disco dal vivo registrato in studio con l'aggiunta del pubblico che però risulta ostile nei confronti del gruppo. Durante tutto il disco ci sono diversi momenti spiritosi, come battibecchi e scambi di insulti tra Steele e il pubblico, e perfino un'evacuazione dal fantomatico luogo del concerto per una presunta bomba. La copertina originale del disco è caratterizzata da una foto con in primo piano l'ano di Peter Steele, a cui si riferisce il titolo dell'album.
Bloody Kisses, October Rust e World Coming Down (1993 - 2002)
Nel 1993 i Type O Negative pubblicarono l'album Bloody Kisses, focalizzato principalmente su rapporti amore, sesso e morte. La canzone Black No.1 (Little Miss Scare-All) è un tributo alla subcultura gotica ed è dedicata a una ragazza goth con cui Steele ebbe un appuntamento. Steele attaccò i suoi detrattori con le canzoni We Hate Everyone e Kill All the White People, che trattarono direttamente le dicerie circolanti sulle presunte ideologie razziste e con lo scopo di metterle a tacere immediatamente. Bloody Kisses, infine, guadagnò il disco di platino e impose i Type O Negative come una delle band più influenti nel gothic metal.
L'album successivo del gruppo, October Rust del 1996, è costituito da un suono più melodico e stratificato rispetto al suo predecessore, sebbene mantenesse le stesse tematiche testuali. Steele scrisse la maggior parte del materiale mentre era in tour, sviluppando alcune delle idee musicali concepite durante la sua prima adolescenza. Disegnò la bandiera del Vinland che apparì per la prima volta sull'artwork del disco e che da quel momento apparve in ogni pubblicazione successiva; la bandiera abbracciava una varietà abbastanza vasta degli interessi di Steele, tra cui le sue credenze politiche e le sue origini, ed egli basò il disegno su una bandiera nordica che includeva i suoi colori preferiti. Il concetto di Vinland si riferisce anche al titolo del brano The Glorious Liberation of the People's Technocratic Republic of Vinnland by the Combined Forces of the United Territories of Europa. La canzone My Girlfriend's Girlfriend è il racconto di un ménage à trois che Steele racconta sulla base di alcune esperienze realmente vissute. La canzone Green Man aveva due significati per Steele: è scritta sulla base della rappresentazione della natura celtica e il periodo durante il quale lavorava nel Parks Departement quando i bambini usavano chiamarlo The Green Man (l'uomo verde). L'introduzione della canzone include un campione del suono del camion della spazzatura che una volta Steele guidava. La canzone Red Water (Christmas Mourning) tratta la morte di suo padre. October Rust è stato certificato disco d'oro.
Steele ebbe problemi personali durante la registrazione e il missaggio di World Coming Down del 1999, asciutto e dalle tonalità più dure; tematiche quali l'abuso di droga e la dipendenza comparirono sull'album, soprattutto nella canzone White Slavery ("schiavitù bianca", riferimento alla cocaina). Anche la morte è trattata abbondantemente, ad esempio nei brani Everyone I Love is Dead ed Everything Dies. Steele raccontò la sua esperienza con i trattamenti psichiatrici nella canzone  Who Will Save the Sane?. Sul pezzo Pyretta Blaze racconta una sua fantasia sessuale legata al fuoco. Il cantante notò la forte tensione emotiva che gli causava eseguire le canzoni di World Coming Down dal vivo, pertanto le scalette degli show dal vivo dell'iniziale tour di promozione di World Coming Down comprendeva ben poche selezioni di quell'album.
Nel 2000 Steele fece un'apparizione come ospite nella canzone Just Say No to Love di Iommi, esordio solista del chitarrista dei Black Sabbath Tony Iommi, mentre nei due anni successivi partecipò rispettivamente a Cross the Line dell'album Uncivilization dei Biohazard e Descent dall'album Fight dei Doro.
Life Is Killing Me e Dead Again (2003-2005)
L'album successivo dei Type O Negative è Life Is Killing Me del 2003: esso tratta questioni come autocommiserazione, odio, droga, morte e religione. Nella title-track Steele polemizza sulla professione medica. La canzone Nettie è incentrata sulla madre di Steele, mentre Todd's Ship Gods (Above All Things) parla di suo padre. The Dream is Dead si riferisce alla difficoltà di celebrare il giorno di San Valentino, dato che questa data coincideva con l'anniversario della morte di suo padre. Steele scrisse la canzone (We Were) Electrocute che parlava di una sua stupenda ex-fidanzata e di come attraevano l'interesse dei passanti quando uscivano insieme come coppia. I personaggi femminili della televisione sono l'ispirazione per il pezzo How Could She?. I Like Goils invece punta le luci sulle attenzioni che Steele riceveva dagli omosessuali, più precisamente dopo il suo servizio fotografico per il giornale Playgirl.
Nel 2005 i Type O Negative lasciarono la Roadrunner Records: Steele non era mai stato contento delle condizioni del contratto di registrazione e lo descriveva come un continuo fiato sul collo; rivelò inoltre che i Type O Negative si separarono dalla Roadrunner Records a seguito di un'offerta scadente, dopo la pubblicazione di una raccolta Best of non autorizzata. Steele rimase comunque in buoni rapporti con il personale della Roadrunner Records e nell'ottobre del 2005 comparve sull'album Roadrunner United, che serviva a celebrare il 25º anno di vita dell'etichetta.
Contemporaneamente saltarono fuori pettegolezzi non confermati che parlavano della morte di Peter Steele, dopo che la band inserì sul sito un'immagine di una lapide che portava il suo nome e le date 1962-2005. Secondo un articolo datato 14 maggio 2005 Steele non era morto; la battuta era riferita alla "morte" del loro contratto con la Roadrunner Records e l'immagine venne rimossa nell'ottobre del 2005.

#### Reunion dei Carnivore
Nel 2006 Steele riunì i Carnivore con una nuova formazione che includeva il suo vecchio collaboratore dei Type O Negative Paul Bento, il chitarrista dei Life of Agony Joey Zampella e il batterista Steve Tobin. Suonarono al Wacken Open Air festival nel 2006 e subito dopo intrapresero un tour mondiale che toccò anche l'Italia nel novembre 2007 a Torino.

#### Dead Again
Steele incise le sue ultime registrazioni nel 2007 con l'album Dead Again. Rivelò sul programma di MTV, Headbangers Ball, che la nuova alleanza con la SPV Records era probabilmente la cosa migliore di Dead Again da un punto di vista meramente produttivo. Steele riteneva che Dead Again fosse meno malinconico e più positivo rispetto ai precedenti album. La copertina dell'album raffigura il mistico russo Rasputin, una figura storica che Steele ammirava. La title track tocca argomenti riguardanti l'abuso di droghe e la sensazione di Steele di aver ucciso una parte di sé stesso soffrendo una ricaduta. Tripping a Blind Man è una diatriba su come Steele si sentì dopo il suo ricovero involontario, imposto dalla sua famiglia. Halloween in Heaven è una canzone riguardante le rockstar morte a cui Steele si ispirò per scrivere della morte del suo caro amico Dimebag Darrell, chitarrista dei Pantera.

### La morte
Steele morì il 14 aprile 2010 all'età di 48 anni nella sua casa di Scranton dove si era da poco trasferito. La causa della morte fu inizialmente riportata come arresto cardiaco, ma fu in seguito riportata come aneurisma aortico. Il decesso di Peter Steele decretò lo scioglimento dei Type O Negative, dato che i restanti membri non vollero sostituirlo. Johnny Kelly stesso affermò: «Anche se ci fosse qualcuno capace di  sostituire Steele, non avrebbe importanza. Non siamo interessati a continuare. È impossibile -- non è venuto fuori alcun tipo di discussione. Quando Peter è morto, i Type O Negative sono morti con lui.»

## Omaggi e riconoscimenti
- Il 21 novembre 2011 è stata piantata una quercia a Prospect Park in sua memoria.
- Il gruppo progressive metal australiano Voyager ha scritto la canzone Iron Dream in sua memoria, contenuta nell'album The Meaning of I.
- I Lacuna Coil hanno scritto My Spirit in sua memoria, contenuta nell'album Dark Adrenaline.
- Nella sua autobiografia, Iron Man, Tony Iommi ha raccontato di essere stato scioccato dalla morte di Steele: «Peter è stato un grande, uomo alto e veramente simpatico.»

## Attività non musicali

### Playgirl
A seguito del successo di "Bloody Kisses", Steele iniziò a ricevere attenzioni anche al di fuori della musica, apparendo nudo sulla copertina di Playgirl del 1995. In seguito scoprì, attraverso i contatti del suo compagno di band, Kenny Hickey, che solo il 23% degli abbonati al giornale erano femmine e, dopo aver ricevuto richieste di autografare copie del giornale da parte di uomini,  si pentì della sua decisione; dichiarò infatti:

### Apparizioni televisive
Steele apparve anche come ospite nei talk show Ricki Lake, The Jerry Springer Show e The Howard Stern Show. Nel 2003 ebbe un ruolo come attore in un episodio della serie Oz della HBO e apparve nel film Dirtbags (Armpit of Metal). A questo seguì con un ruolo nel film Bad Acid nel 2005. Steele è tra i musicisti inclusi nel documentario del 2011 Living the American Nightmare.

## Vita privata
Nonostante l'aspetto minaccioso che la sua statura e il suo atteggiamento gli conferivano, Steele ammise di soffrire di panico da palcoscenico, che superava bevendo alcolici prima dei concerti e vino rosso mentre era sul palco.
Al di fuori della musica, amava allenarsi coi pesi sia a casa che sul bus durante i tour; gli piaceva inoltre leggere libri basati su temi scientifici ed era interessato alla cultura europea. Gli piaceva inoltre fare lavori sulla sua abitazione ed era interessato all'architettura e all'ingegneria civile; lavorava anche sulle sue macchine, per esempio una Pontiac Grand Prix del 1985 che personalizzò da solo. Amava i gatti e ne teneva molti come animali domestici.
Durante il 2005 scomparve per un lungo periodo senza spiegazioni: pettegolezzi sulla sua morte, malattie terminali e altre speculazioni crebbero fino a quando il mistero non fu risolto in un'intervista del 2006 contenuta nel DVD Symphony for the Devil in cui Steele menziona brevemente la sua incarcerazione a Rikers Island e successivamente, su imposizione delle sorelle, nel reparto psicologico dell'ospedale di Kings County. Steele in seguito confermò di aver sofferto di paranoia causata dal forte abuso di sostanze: a 35 anni aveva iniziato ad assumere cocaina, decisione di cui si pentì amaramente. Frequentò poi un centro di riabilitazione per la dipendenza da alcool e cocaina e in seguito scontò trenta giorni di prigione per aver assalito un rivale d'amore. Fece luce sulla questione indossando un'uniforme da carcerato in concerto.
In un'intervista del 2003, Steele affermò di essere bipolare e collegava i suoi sbalzi d'umore alle canzoni che scriveva. Soffriva anche di depressione clinica, per la quale ricevette occasionali trattamenti psichiatrici. Durante un'intervista del 2007 spiegò:
Nell'aprile 2007 rivelò che aveva iniziato ad identificarsi come cattolico negli ultimi anni dopo decenni di ateismo; in un'intervista con il magazine Decibel spiegò:

## Discografia

### Con i Carnivore
- 1984 - Nuclear Warriors (demo)
- 1985 - Carnivore
- 1987 - Retaliation

### Con i Type O Negative
- 1991 - Slow, Deep and Hard
- 1992 - The Origin of the Feces
- 1993 - Bloody Kisses
- 1996 - October Rust
- 1999 - World Coming Down
- 2000 - The Least Worst Of (raccolta)
- 2003 - Life Is Killing Me
- 2006 - The Best of Type O Negative (raccolta)
- 2007 - Dead Again

### Con i Fallout
- 1981 - Rock Hard (singolo)

### Con i Repulsion
- 1990 - No More Negative (demo)

### Collaborazioni
- 1986 - Whiplash - Power and Pain (cori)
- 1997 - Artisti Vari - Howard Stern: Private Parts (The Album) (chitarra nel brano Pictures Of Matchstick Men assieme agli altri membri dei Type O Negative e Ozzy Osbourne)
- 1998 - Kat Bjelland - Songs Of The Witchblade (basso e voce nel brano Go To Sleep, voce nel brano Finale: Apocalypticraft/Tunnel)
- 2000 - Tony Iommi - Iommi (voce e basso nel brano Just Say No To Love)
- 2005 - Roadrunner United - The All-Star Sessions (tastiere, voce e testo nel brano Enemy Of The State)
- 2006 - Brand New Sin - Tequila (voce nel brano Reaper Man)
- 2002 - Doro - Fight (voce nel brano Descent)
- 2006 - Biohazard - Uncivilization (voce nei brani Plastic e Cross The Line)